# Sint-Gertrudiskerk (Kuringen)

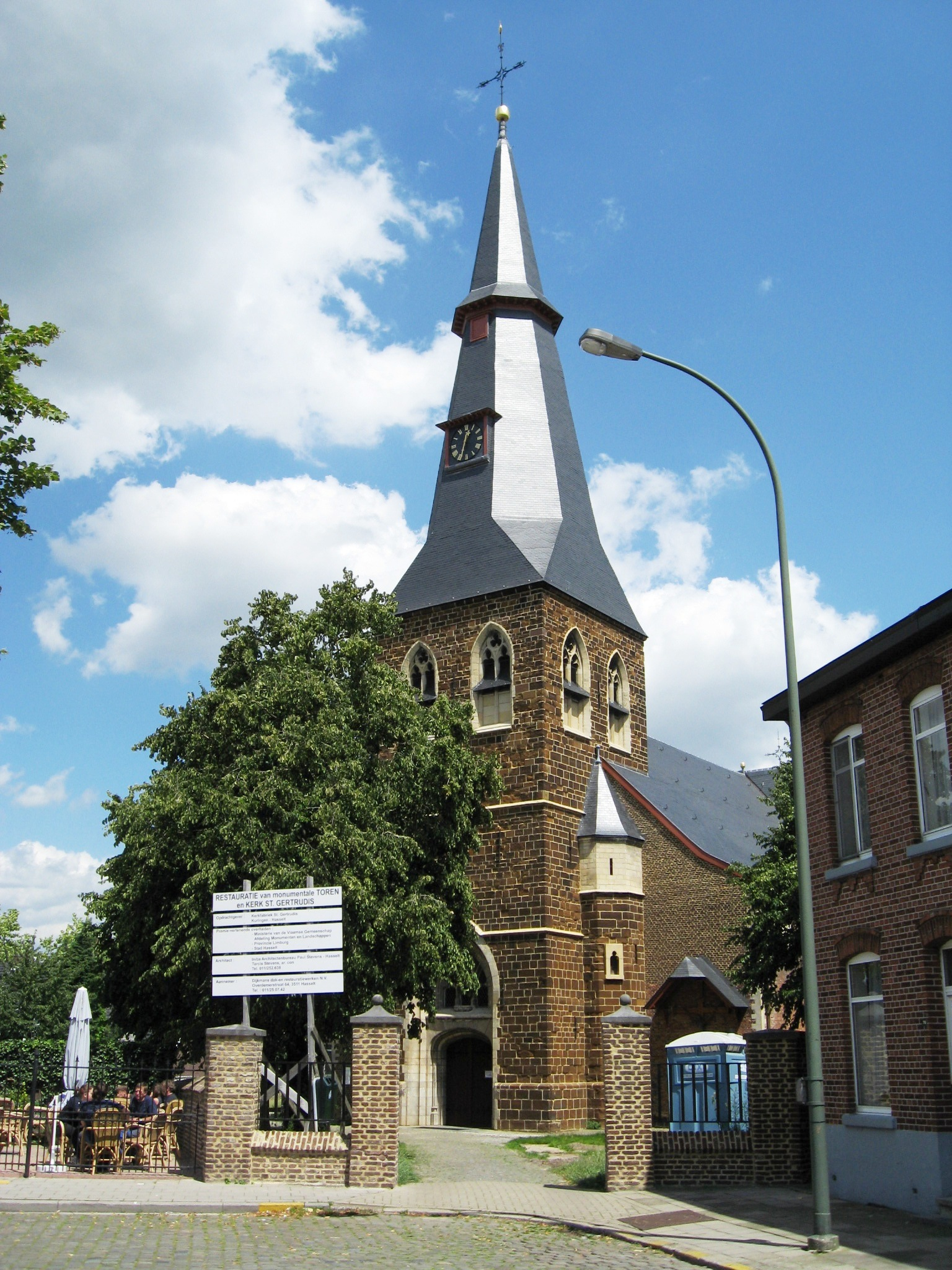
Sint-Gertrudiskerk

De Sint-Gertrudiskerk is de parochiekerk van Kuringen, gelegen aan de Joris van Oostenrijkstraat 78.

## Geschiedenis
Het is een driebeukige kruiskerk met westtoren. Toren, koor en kruisbeuk werden gebouwd omstreeks 1500 in laatgotische bouwstijl. Het schip en de zijbeuken werden omstreeks 1763 verbouwd en vergroot door Barthélemy Digneffe in opdracht van Augustina van Hamme, abdis van Herkenrode. De zijbeuken en de middenbeuk kwamen toen onder één dak. Van 1872-1874 vonden herstelwerkzaamheden plaats en in 1901 werd de toren gerestaureerd. In 1929 werd een portiek aangebracht. In 1965 werd een sacristie met kapel bijgebouwd.

## Gebouw
De vierkante toren is gebouwd in ijzerzandsteen. Ze heeft drie geledingen, gescheiden door mergelstenen druiplijsten. De toren is aan de zuidzijde voorzien van een veelhoekig traptorentje.
Het eigenlijke kerkgebouw is opgetrokken in baksteen, op een plint van ijzerzandsteen, en met het gebruik van kalksteen en mergelsteen voor hoekbanden en dergelijke. Het koor heeft een driezijdige sluiting, en de spitsboogvensters werden in 1763 dichtgemetseld.
Een wapenschild met de lijfspreuk van de abdis, Regique deoque (voor koning en God) bevindt zich boven een vroegere, nu dichtgemetselde deur.
Het interieur van de kerk is classicistisch. De doopkapel was eertijds een kapel die gesticht werd door prins-bisschop Everhard van der Marck.

## Inventaris
De meeste meubelen (communiebank, hoofd- en zijaltaren, biechtstoelen) zijn uit het derde kwartaal van de 18e eeuw en de preekstoel is van . Er hangt tegen de westgevel van de zuidelijke zijbeuk een laatgotisch, eikenhouten kruisbeeld uit het begin van de 16e eeuw, verder hangt boven het hoofdaltaar een schilderij dat de heilige Gertrudis van Helfta voorstelt. Ook hangt er in het transept een gotisch triomfkruis uit de tweede helft van de 15e eeuw.
In de pastorie bevinden zich een aantal beelden die in ouderdom variëren tussen de 13e en de 17e eeuw, zoals Gertrudis van Nijvel (eerste helft 13e eeuw), Onze-Lieve-Vrouw met Kind (omstreeks 1400), Christus op de koude steen (15e eeuw), Sint- Bernardus en Sint-Gertrudis (16e eeuw) en Johannes de Doper (vroeg-17e-eeuws). Een schilderij, voorstellende het mystiek huwelijk van Sint-Catharina is laat-17e-eeuws.
Een reliëf op een steunbeer van het koor toont hoe prins-bisschop Joris van Oostenrijk zijn hart schenkt aan Gertrudis van Nijvel. Dit hart bevindt zich in een laat-16e-eeuws epitaaf in de kerk.

## Kon. St- Ceciliakoor
Het Sint-Ceciliazangkoor zou opgericht zijn in 1898 vermits we in de kronieken terugvinden dat het in 1948 zijn 50-jarig bestaan vierde. 
Het zangkoor ontstond onder impuls van de toenmalige pastoor E.H. Johannis Teuwen, vermoedelijk in samenwerking met de blinde organist Alfons Trekels (1886–1941), en groeide uit tot het vaste koor van de Sint-Gertrudisparochie en -kerk van Kuringen
Het zangkoor bestond uiteraard uitsluitend uit mannen. Degenen die konden lezen en schrijven en orgel konden spelen werden aangesproken om het Latijn aan te leren en te zingen. 
Er werd zo dikwijls gerepeteerd dat er op het gehoor en vanbuiten gezongen werd. 
Versprekingen kwamen dan ook meer dan eens voor: ‘con salamini’ werd steevast ‘’t komt zo na nie mie’.
Voor de periode van de twee wereldoorlogen is nog maar weinig geweten. Van de periode daarna vinden we hier en daar nog foto’s en notities terug. 
De zondagsmissen werden in het Latijn met gregoriaanse notering gezongen. De telkens weerkerende feestdagen van het kerkelijk jaar werden echte “hoogdagen’ voor het kerkkoor, want dan werden er feestelijke uitvoeringen en wel in 2 of 3 misvieringen in de voormiddag en namiddagen weer de plechtige vespers.  En er waren wel heel wat meer feestelijke zondagen dan nu: kerstnacht, Kerstmis, 2de Kerstdag, Nieuwjaar, Driekoningen, lichtmis, Aswoensdag, passiezondag, palmzondag, witte donderdag, goede vrijdag, paasnacht, Pasen, paasmaandag, Beloken Pasen, Hemelvaart, Pinksteren, Pinkstermaandag, Sacramentsdag en sacramentsprocessie, O-L.-Vrouw hemelvaart, Allerheiligen, Allerzielen, Wapenstilstand, Christus Koning: om dan nog maar te zwijgen van allerlei naamfeesten, kermissen en processies, huwelijken en uitvaarten van de notabelen van Kuringen (het gewone volk werd huwde na een misviering of werd ‘eenvoudig’ begraven). 
Ook het zondags lof in de namiddagen en eenmaal per maand de vespers waren in het Latijn en sloten altijd af met “Tanum Ergo”, dat door velen verstaan werd als “Tante ergo”. Hier mochten dan wel enkele Nederlandse liederen gezongen worden, de het volk kon meezingen.  Als we deze liederen bekijken met onze hedendaagse bril dan komen deze over als zeer bombastische en overdreven; maar dat was zo indertijd. 
Heel het koorgebeuren vond plaats op het oksaal. Bij bijzondere vieringen bespeelde Louis Stappers het orgel. Doorheen de geschiedenis hebben verschillende organisten het koor begeleid; René Vanstreels, Paul Schraepen, Jack Schepers, Elmar Cuppens, Maurice Reymen en ga zo maar verder. 
In 1960 werd het KAV-koor opgericht onder impuls van Gaby Becks, toenmalig voorzitter van KAV-Kuringen. Oorspronkelijk was het geen kerkkoor maar werden er huwelijksvieringen en gouden bruiloften opgeluisterd. Gedurende 40 jaar heeft dit koor gezongen onder leiding van Christ Cuppens, Jean Claes, Marie-Rose Engelen, Johan Seys en Chris Moens. In 2000 hield het KAV-koor op te bestaan en zijn velen lid geworden van het St. Ceciliakoor. Maurice Reymen nam vanaf 1958 plaats aan het orgel en begeleide zo ook het koor tot 2012. 

Vandaag telt het koor 29 zangers. In 2017 nam Jonas Albert het dirigeerstokje over van Jean Claes. Hoewel hij de focus bewust blijft leggen op religieuze muziek,  begon het koor meerstemmige koorwerken te zingen. Hiermee nam het ledenaantal de laatste jaren toe.
De hoofdtaak van het koor blijft het opluisteren van de wekelijkse eucharistievieringen in de Sint-Gertrudiskerk van Kuringen. Het wordt daarbij ondersteund door een wisselend gezelschap van organisten uit Hasselt en omstreken.
Naast de wekelijkse vieringen organiseert het koor op regelmatige basis concerten. Zo is het sinds jaren een vaste waarde op het jaarlijkse orgelconcert ter gelegenheid van de opening van de Paardenmarkt. Hiernaast wordt het koor ook regelmatig uitgenodigd om op te treden in nabijgelegen kerken, kathedralen en basilieken. 
- Onroerend erfgoed
- Kerken in Vlaanderen
- Sint-Gertrudiskerk. Geraadpleegd op 24 april 2023.
- Koor Kuringen - Facebook